# Подунавски окръг
Подунавският окръг (на сръбски: Подунавски округ или Podunavski okrug) е териториална единица, разположена в северната част на региона Централна Сърбия.
Населението на областта е 210 290 души, като по-голямата част от тях са сърби. Заема площ от 1248 км², което го прави най-малкия от всички окръзи в Република Сърбия. Административен център на Подунавски окръг е град Смедерево. Северната граница на окръга граничи с река Дунав, от където произлиза и името му.

## Административно деление
Подунавският окръг се състои от 3 общини:
- Град Смедерево
- Смедеревска паланка (община)
- Голема Плана (община)

## История и култура
През XIV век Смедерево е столица на Сърбия. Градът е резиденция на сръбския крал Джурад Бранкович. Днес останки от замъка на крал Бранкович могат да бъдат видени в околностите на Смедерево. Предполага се, че крепостта е от 1430-те години. В старите градски гробища има църква от същия век, където е погребан кралят.

## Икономика
В икономическо отношение днес Подунавският окръг е сред най-развитите в Сърбия. Измежду причините за това е близостта му до столицата Белград. В околностите на Смедерево е разположен металопреработващият комбинат „Зелвоз“, който произвежда материали за автомобилния и железопътния транспорт.